# 弗朗西斯科 (阿拉巴馬州)
弗朗西斯科（英語：Fransisco）是一個位於美國阿拉巴馬州傑克遜縣的非建制地區。該地的面積和人口皆未知。

## 地理
弗朗西斯科的座標為34°59′14″N 86°14′57″W / 34.98722°N 86.24916°W，而該地的平均海拔高度為235米（即771英尺）。